# Guglielmo de Braose, III signore di Bramber
Guglielmo de Braose, III signore di Braose (fl. 1135-1179), potente Signore delle Marche gallesi, consolidò i territori della famiglia de Braose (di origine normanna giunta in Inghilterra al seguito di Guglielmo il Conquistatore) ponendo le basi per la loro futura prosperità, il cui picco, e caduta si ebbe. Nel periodo dell'Anarchia (storia inglese) rimase fedele a Stefano d'Inghilterra e poi servì Enrico II d'Inghilterra combattendo per lui e con lui in Francia.

## La famiglia d'origine e il consolidamento della posizione sociale
La data di nascita di Guglielmo de Braose non è certa ma lo si colloca come vivente tra il 1135 e il 1179, basandosi sui documenti storici che lo citano. Suo padre era Philip de Braose (1070 circa - 1134 circa), II signore di Bramber, suo nonno William de Braose (morto tra il 1093 e il 1096) era venuto in Inghilterra al seguito di Guglielmo il Conquistatore ed era diventato il I signore di Bramber. Il loro cognome pare derivi dalla città di Briouze in Normandia, paese in cui era nato Guglielmo de Braose, I signore di Bramber. Sua madre era Aenor, figlia del signore di Totnes nella parte sud del Devonshire. Attorno al 1130, rimasto orfano del padre, ereditò il titolo di signore di Bramber, le terre della famiglia materna e altre nelle Marche gallesi. Queste ed altre acquisizioni lo posero fra gli uomini di primo piano, citato persino nella corrispondenza dell'arcivescovo Teobaldo di Bec che, scrivendo in relazione ad un canonico di nome Walter a Papa Adriano IV, citò la parentela di questo prelato con Guglielmo come segno di appartenenza a una nobile famiglia. Attorno al 1150 si sposò con Berta di Hereford e il matrimonio divenne all'improvviso molto più piacevole quando i fratelli di Berta morirono uno dopo l'altro senza lasciare eredi; l'ultimo morì nel 1166, portando così a Guglielmo altre terre nelle Marche gallesi ad ampliare il suo dominio. Una discreta parte del Galles era nelle sue mani e questo unito alle proprietà nel Sussex e nel Devonshire formavano una buona zona d'influenza, oltre ovviamente ad un costante flusso di denaro nelle casse di famiglia.

## Discendenza
Guglielmo e Berta ebbero insieme cinque figli:
- Guglielmo de Braose, IV signore di Bramber (dal 1144 al 1153 - Corbeil 11 agosto 1211), sposò Matilde de Braose. Guglielmo portò la famiglia ai vertici della società e poi alla rovina per mano di Giovanni d'Inghilterra
- Roger de Braose
- Bertha de Braose (nata attorno al 1151) si imparentò con i Beauchamp
- Sybil de Braose (morta dopo il 5 febbraio 1227)
- Matilde de Braose

## Al servizio di re Enrico II
Nel 1139, Matilde d'Inghilterra (1102-1167) giunse in Inghilterra reclamando il trono come unica figlia legittima di Enrico I d'Inghilterra, trono che era già stato occupato dal cugino Stefano d'Inghilterra che oppose ovviamente resistenza. Le truppe di Matilde vennero presto sconfitte e l'Imperatrice si ritrovò assediata nel castello di Arundel, a quel punto Stefano le garantì un salvacondotto fino a Bristol e le fornì una scorta in cui era anche Guglielmo de Braose il che suggerisce che Guglielmo parteggiasse per Stefano e la sua presenza in altri momenti cruciali al fianco del re conferma quest'ipotesi.
I documenti lo segnalano nel Sussex nel 1153, ma l'anno dopo era al fianco del futuro Enrico II d'Inghilterra durante un viaggio in Normandia e nel 1157 combatté con lui a Rhuddlan nel nord del Galles. Anche anni dopo lo si trova al fianco del re, nel 1164 era presente alla firma delle Costituzioni di Clarendon un documento che mirava a restringere il potere ecclesiastico, compreso il controllo che il papa esercitava sul territorio. Quando, attorno al 1170 tre dei figli del re si ribellarono contro di lui Guglielmo rimase al suo posto ed in quell'occasione, nel 1173, venne nominato Sceriffo di Hereford e sorvegliò gli affari del re in quella regione per due anni.

## La perdita del favore reale e la morte
Il Massacro di Abergavenny, del 1176, lo privò però del favore reale, l'assassinio deliberato di alcuni rivoltosi gallesi uccisi nel corso di un pranzo che doveva servire da trappola non poteva evidentemente godere dell'appoggio reale. Da quel momento i documenti cessano, per lo più, di parlare di lui, dal che si deduce che si sia ritirato a vita privata, si pensa che sia morto dopo il 1179.